# École d'architecture de Porto

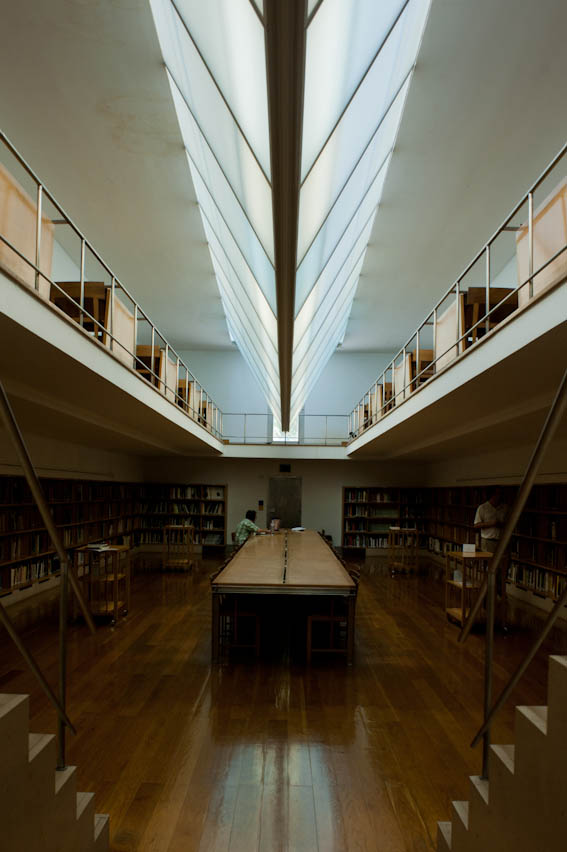
Bibliothèque de l'école.

L'école d'architecture de Porto (Faculdade de Arquitectura da Universidade do Porto) est l'une des 13 facultés de l'université de Porto (Portugal).
Construite à partir de 1987, elle se compose de plusieurs bâtiments aux formes hétéroclites conçus par l'architecte Alvaro Siza.

## Anciens élèves
- Maria José Marques da Silva